# قيس بن مسهر الصيداوي
قيس بن مسهّر الصيداوي الأسدي سفير الحسين بن علي، وكان مهمته التوسط بين الحسين بن علي وبين أهل الكوفة ومسلم بن عقيل في إيصال الرسائل التي تم تبادلها بينهم. قبض عليه في القادسية على يد جنود ابن زياد، وقتل قبل واقعة الطف بأيام قليلة، وقد ورد اسمه في زيارة الناحية المقدسة.

## الأصل والنسب
هو قيس بن مسهر بن خالد بن جندب بن منقذ بن عمرو بن قعين بن الحرث بن ثعلبة بن دودان بن أسد بن خزيمة الأسدي الصيداوي. وصيداء بطن من أسد؛ ولذا نسبته بعض المصادر إلى شهداء بني أسد. وقد لقّب بالنكري؛ لاسم أحد أجداده الذي هو نكرة بن صيداء.
كان قيس رجلاً شريفاً في بني الصيداء شجاعاً مخلصاً في محبة أهل البيت الرسول، كما أنّ الكميت بن زيد الأسدي ذكره في شعره، واعتبره شيخ بني الصيداء.

## سفير الحسين
أهم دور قام به قيس في أحداث حركة الحسين بن علي أنه كان رسول الحسين بن علي وسفيره إلى أهل الكوفة. وكذلك قام بإيصال الرسائل التي
كتبت بين الحسين ومسلم وأهل الكوفة، فمن جملة أعماله:
- إيصال رسائل أهل الكوفة إلى الحسين بن علي في مكة.[6]
- إيصال رسالة مسلم إلى الحسين بن علي في أثناء طريقه إلى كربلاء.
- إيصال رسالة الحسين بن علي رداً على رسالة مسلم.
- صحبته ل مسلم في رحلته إلى الكوفة وإيصال رسالة مسلم إلى الحسين بن علي بعد مبايعة أهل الكوفة.[7] صحبته ل الحسين بن علي وإيصال رسالة الحسين بن علي من منطقة الحاجز إلى أهل الكوفة.[7]

### رسائل أهل الكوفة إلى الحسين
وصل إلى الحسين بن علي عدد من رسائل أهل الكوفة على يد عبد الله بن سبع الهمداني وعبد الله بن وال التيمي، وذلك في يوم العاشر من شهر رمضان، وبعدها بيومين أوصل قيس بن مسهر وعبد الرحمن بن عبد الله الأرحبي وعمارة بن عبيد السلولي 150 رسالة من أهل الكوفة إلى الحسين.
فمن هنا يتبين أن قيس كان ساكناً في الكوفة، وتوّجه إلى مكة كي يوصل رسائل أهل الكوفة إلى الحسين بن علي.

### إيصال رسائل مسلم
بعد أن بقي قيس ثلاثة أيام، في اليوم 15 من رمضان توّجه قيس بأمر من الحسين بن علي من مكة إلى الكوفة ليصحب مسلم بن عقيل، فذهبا أولاً إلى المدينة ليوّدع مسلم أقربائه، فأخذا معهما دليلين، فماتا من شدة العطش أثنا الطريق.
رسالة مسلم الأولى: بعث مسلم قيسا بكتاب إلى الحسين في منطقة تسمى مضيق بطن خبيت يخبره بما كان من موت الدليلين، فلمّا وصل قيس إلى الحسين بالكتاب أعاد قيس جواب الرسالة لمسلم، وسار معه إلى الكوفة.
أثناء المسير: صحب قيس مسلم بن عقيل في المسير، وكان معهما عمارة بن عبيد السلولي وعبد الرحمن بن عبد الله بن كدن الأرحبي.
يبدو من الأخبار الواردة أن قيساً كان مع مسلم في جميع مسيره من مكة إلى الكوفة ونزل معه في دار المختار.
الدور الإعلامي: توّجه فيس من الكوفة إلى قبيلته بني أسد، وأخبرهم بقدوم مسلم إلى الكوفة، فاجتمع جمع منهم في دار المختار منهم حبيب بن مظاهر الأسدي.
رسالة مسلم الثانية: لمّا رأى مسلم اجتماع الناس على البيعة في الكوفة للحسين كتب إلى الحسين بذلك، وسرّح الكتاب مع قيس، وأصحبه عابس الشاكري وشوذباً مولاهم، فأتوه إلى مكّة ولازموه، ثمّ جاؤوا معه.

## عاقبته

### سفير الحسين الأخير
وجّه الحسين قيساً من وادي الحاجز أو (الحاجر) إلى الكوفة، وكان يحمل قيس معه جواب الحسين على رسالة مسلم، وتقول بعض الأخبار على أن هذه الرسالة تم إرسالها من كربلاء إلى الكوفة. ولكن كيف ما كان، فإن ردّ ا على رسالة مسلم كان بعد مقتل مسلم.

### اعتقاله
عندما وصل قيس إلى القادسية قبض عليه الحصين بن نمير، ومن ثم سلّمه إلى عبيد الله كي يتخذ القرار النهائي في حقه. وقد مزق قيس الرسالة التي كان يحملها من الحسين كي لا يعثر عليها الأعداء.

### مناظرته مع ابن زياد
بعد أن أحضر قيس في مجلس ابن زياد دار كلاماً بينه وبين عبيد الله بن زياد، وذلك في دار الأمارة:
قال ابن زياد:من أنت ؟
قال قيس: أنا رجل من شيعة علي بن أبي طالب وابنه عليهما السلام.
قال: فلماذا خرقت الكتاب ؟
قال: لئلا تعلم ما فيه.
قال: وممن الكتاب وإلى من ؟
قال: من الحسين بن علي إلى جماعة من أهل الكوفة لا أعرف أسماءهم.
فغضب ابن زياد، وقال: والله لا تفارقني حتى تخبرني بأسماء هؤلاء القوم أو تصعد المنبر، وتلعن الحسين بن علي وأباه وأخاه، وإلا قطعتك
إرباً إرباً.
قال قيس: أما القوم فلا أخبرك بأسمائهم، وأما لعن الحسين وأبيه وأخيه فأفعل.
فقال ابن زياد:يافتى أصعد المنبر وسب الكذاب ابن الكذاب يعني الحسين بن علي (عليه السلام ).
فصعد المنبر فحمد الله واثنى عليه وذكر النبي (صلى الله عليه وآله) فصلى عليه ثم قال ايها الناس هذا الحسين قد فارقته من الحجاز من بطن الرملة وانا رسوله إليكم فأجيبوه ثم سب يزيد وابن زياد وصلى على الحسين (عليه السلام ) وعلى ابيه وجده فأمر ابن زياد ان يرمى من اعلى القصر فرمى فتقطع قطعا (رضوان الله عليه ).

## مقتله

### كيفية مقتله
بعد أن صعد قيس المنبر، وفضح آل زياد، أمر عبيد الله أن يرمى من أعلى القصر، فأخذ وألقي من هناك، وقُتل، ثم إنّ ابن زياد أمر أن يقطع جسده إربًا إربًا.
وفي خبر آخر: أنّه وقع على الأرض مكتوفاً بعد ما ألقي من أعلى القصر، فتكسرت عظامه، وبقي به رمق، فأتاه رجل يقال له: عبد الملك بن عمير اللخمي، فذبحه، فقيل له في ذلك، وعيب عليه، فقال: أردت أن أريحه. وهناك من ينقل نفس الحكاية لعبد الله بن يقطر.

### تاريخ وفاته
لا يعلم زمن وفاته بالتحديد، قيل أن خبر مقتله وصل إلى الحسين، وكان الحسين في عذيب الهجانات، وبناءًا عليه فإن قيس بن مسهر قُتل قبل وصول الحسين إلى كربلاء، وبناءًا على خبر إيصاله رسالة الحسين من كربلاء إلى الكوفة يكون مقتله ما بين اليوم الثاني من المحرم إلى يوم عاشوراء.
ولكن ما هو المسلّم به أن قيساً أرسل إلى أهل الكوفة بعد مقتله مسلم؛ لهذا يكون مقتله بعد يوم عرفة.

## موقف الحسين من مقتله
عندما أخبر الطّرمّاح بن عدي بن حاتم الطائي الحسين بمقتل قيس ترقرقت عينا الحسين، وقال:
"فمنهم من قضى نحبه ومنهم من ينتظر" اللهم اجعل لنا ولهم الجنة منزلاً، واجمع بيننا وبينهم في مستقر رحمتك، ورغائب مذخور".
وفي بعض الأخبار أنّ مَجمَع بن عبد الله العائدي أو العائذي هو الذي أخبر الحسين بمقتل قيس.